# Peucedanum angustisectum
Peucedanum angustisectum es una especie de planta de flores perteneciente a la familia Apiaceae. Son naturales de Camerún y Nigeria donde crecen en herbazales de tierras bajas secas en zonas tropicales y subtropicales en alturas de 1900 a 3200 m s. n. m.

## Hábitat
P. angustisectum se produce en las tierras altas de Camerún desde el monte Camerún a los montes Bamboutos, y se extiende hasta la Meseta de Mambilla (Chappal Waddi, Nigeria).

## Taxonomía
Peucedanum angustisectum fue descrita por  (Engl.) Norman y publicado en Journal of the Linnean Society, Botany 49: 509. 1934.
Sinonimia
- Lefebvrea angustisecta Engl.	[3]